# Leucania rivorum
Leucania rivorum là một loài bướm đêm trong họ Noctuidae.